# Iwao Yamane
Iwao Yamane (山根 巌 Yamane Iwao?, nacido el 31 de julio de 1976 en Hiroshima, Hiroshima) es un exfutbolista y actual entrenador japonés. Jugaba de centrocampista y su último club fue el Zweigen Kanazawa de Japón.

## Trayectoria

### Clubes
| Club                | País  | Año         |
| ------------------- | ----- | ----------- |
| Sanfrecce Hiroshima | Japón | 1995 - 1998 |
| Oita Trinita        | Japón | 1998 - 2002 |
| Kawasaki Frontale   | Japón | 2003 - 2005 |
| Kashiwa Reysol      | Japón | 2006 - 2009 |
| Zweigen Kanazawa    | Japón | 2010 - 2011 |

## Palmarés

### Títulos nacionales
| Título    | Club              | País  | Año  |
| --------- | ----------------- | ----- | ---- |
| J2 League | Oita Trinita      | Japón | 2002 |
| J2 League | Kawasaki Frontale | Japón | 2004 |